# Bierkrieg zwischen Görlitz und Zittau
Der Bierkrieg zwischen Görlitz und Zittau war ein Streit der Städte Görlitz und Zittau. Darin beharrte die Stadt Zittau auf einem 1414 verliehenen Recht, das es ihr ermöglichte, Bier zollfrei in Görlitz zu vertreiben. Als einige Görlitzer eine Lieferung mit Zittauer Bier überfielen und diese zerstörten, eskalierte der Streit der beiden Städte. Das Ereignis wird als Bierfehde oder Bierkrieg bezeichnet.

## Geschehnisse im Vorfeld
„Meltzen, breuen und schencken sein burgerlich narung …“

Im Mittelalter besaßen mehrere hundert Familien in Görlitz das Braurecht wie auch das Recht, das hergestellte Bier auszuschenken.
Meist waren es die angesehenen Tuchmacherfamilien wie die Emmerichs, die Schneiders oder die Familie Frenzel, die auch als Braubürger tätig waren. Zudem waren sie Ratsherren der Stadt und hatten so Mitbestimmungsrecht, wenn es um die Einfuhr fremden Bieres ging oder die örtlichen Bierpreise. Außer diesen Familien stand es nur dem Landadel zu, selbst Bier zu brauen.
Bereits 1367 erließ Kaiser Karl IV., dass örtliche sowie alle im Landkreis ansässigen Händler kein anderes als das Görlitzer Bier ausschenken durften.

„Jeder Kretscham und jeder andere innerhalb des Görlitzer Weichbildes Gesessene, darf kein anderes als Görlitzer Bier zu den Dörfern oder sonstigen Orten des Weichbildes zum Ausschank führen solle.“

1489 legte König Matthias fest, 

„… dass hinfüro niemand fremde Biere zum Verschänken anderthalb Meilen zurings um Görlitz zu rechnen führen solle, widrigenfalls möchten die von Görlitz dieselben Verbrecher nach Gelegenheit der Sache strafen und das Bier wegnehmen.“

In der Stadt und den umliegenden Dörfern war dies bekannt und wurde beachtet. Viele größere Nachbarstädte, wie auch Zittau, fühlten sich benachteiligt, auf das lukrative Geschäft verzichten zu müssen. Das Zittauer Bier war zu diesem Zeitpunkt eines der beliebtesten in Europa. So beriefen sich die in Zittau ansässigen Braumeister auf ein 1414 erhaltenes Recht. König Wenzel hatte nämlich erlaubt, Zittauer Bier in Görlitz, Bautzen, Löbau, Kamenz, Lauban und Breslau zollfrei zu vertreiben.
1488 ließ der Görlitzer Rat verkünden, dass zwischen Michaelis (29. September) und Pfingsten innerhalb von zwei Meilen um die Stadt kein fremdes Bier ausgeschenkt werden dürfe.

## Eskalation
Am 4. Mai 1490 wurden zwölf Reiter und dreißig Fußknechte nach Horka entsandt. Dem dort ansässigen Kretschmer Wendt beschlagnahmten sie das Kamenzer Bier und ließen ihn über vier Wochen in Haft. Am 8. Juni trafen einhundert Görlitzer in Penzig ein und nahmen den Kretschmer Kellerhans gefangen. Auch sein Bier wurde beschlagnahmt. In den nächsten Wochen traf es viele weitere Händler in den umliegenden Ortschaften.
Am 29. Mai 1491 griffen einige Görlitzer Jünglinge im Leichtsinn eine Zittauer Bierlieferung am Läusehübel zwischen Rosenthal und Ostritz an. Sie zerschlugen die Fässer und verschütteten das Bier. Die Stelle ist noch heute als Bierpfütze bekannt. Die Attacke der Görlitzer war allerdings unrechtens, da der Übergriff im Landkreis Zittau geschah.
In Zittau wurde zwei Tage später mit einem Fehdebrief auf den Angriff reagiert. Dieser wurde von einem Buckligen namens Krebs auf einem alten Pferd nach Görlitz gebracht.
Im Brief offenbarten sie dem Görlitzer Bürgermeister, dem Rat und der Gemeinde von Görlitz, dass sie den Görlitzern auf Grund dieses böswilligen Aktes Schaden an Leib und Eigentum zufügen werden.
Zur selben Zeit überfielen Zittauer Kriegsleute das Dorf Wendisch-Ossig. Sie verprügelten die Bauern und nahmen Pferde, Rinder, Schweine, Betten, Kleidung und Geld mit. Auf einer hinterlassenen Nachricht hieß es, die Görlitzer sollen sich ihr Vieh auf dem Zittauer Markt wieder holen. Insgesamt sind von den Zittauern 25 Pferde, 149 Rinder und 170 Schweine geraubt worden.
Die Görlitzer gingen allerdings nicht darauf ein. So feierte Zittau ein großes Vergeltungsschlachtfest.
Ein gewandter Zittauer Dichter schuf ein Spottlied über Görlitz.
Wollt ihr hören ein neu Gedicht, wie es die Görlitzer ausgericht’?

Gar schlecht ist’s ihnen bekommen.

Die Zittauer haben die Küh’ genommen.

An einem Mittwoch es geschah, dass man die Görlitzer ausziehen sah.

Des Morgens in den Tauen haben sie der Zittauer Bier zerhauen.

Die Kunde kam nach Zittau ein.

Es machte den Bürgern große Pein.

Sie taten sich besprechen, wie sie sich wollten rächen …

Der kleine Krebs nach Görlitz ritt.

Den Fehdebrief, den bracht’ er mit.

Der Bürgermeister sprach eben: Wir wollen dir Antwort geben.

Der Bote dacht’ in seinem Mut, die Antwort möchte nicht werden gut.

Drum ritt er rasch von dannen.

In Wendisch-Ossig traf er die Mannen,

die fielen dort gar mächtig ein, sie nahmen den Bauern Küh’ und Schwein.

Drauf jagten sie nach Zittau jach.

Die Görlitzer folgten hintennach.

Nun schenkten die Zittauer Bier und Wein und sagten, lasst uns fröhlich sein,

nun sind wir wohl beraten, haben zu sieden und zu braten.

Wer ist’s, der diese Reime sang?

Ein frischer Knab ist er genannt …

Er singt und sagt uns noch viel mehr.

Nach Görlitz dürft’ er nimmermehr.

Er trägt ein frisch Gemüte.

Die Görlitzer sind Wendehüte.
Als ein Caspar Weber aus Horka das Lied in Görlitz vortrug, wurde er festgesetzt und auf richterlichen Entscheid öffentlich verprügelt. In Zittau wurden die Görlitzer die Wendehüte getauft. Im Gegenzug bekamen die Zittauer für ihren Viehdiebstahl den Namen Kühetreiber.
Am 6. Juni überfielen Zittauer Heidersdorf. Die Görlitzer stellten daraufhin ein Heer aus rund 2000 Mann zusammen. Es bestand aus Stadtsoldaten und Bürgern, aber auch einfachen Bauern. Die Männer wurden am Weinberg bei Leschwitz und bei Köslitz postiert, wo sie auf die Zittauer warteten. Sollten die Zittauer bis Görlitz vorrücken, hatten die Görlitzer den Befehl, ihnen einen blutigen Empfang zu bereiten. Um allerdings ihre Privilegien nicht zu gefährden, hielten sich die Görlitzer ansonsten zurück.
Um den Streit zu beenden, untersagte der damalige Landvogt den beiden Städten gegenseitige Übergriffe. Zittau wurde zu einer Geldbuße von 300 Gulden verpflichtet, um den angerichteten Schaden wiedergutzumachen. Der Rat Zittaus aber wollte eine solche Schmach nicht hinnehmen und weigerte sich, den Betrag an Görlitz zu zahlen. Dieser Zustand hielt einige Jahre an, bis umliegende Dörfer und Gemeinden den Betrag zusammen trugen, um die beiden Städte zu versöhnen. Denn sie fürchteten, dass sich die Streitigkeiten zwischen den beiden Städten derart aufschaukeln könnten, dass der Oberlausitzer Sechsstädtebund daran zerbrechen würde. Die Görlitzer übergaben die Summe dem Landvogt.

## Nachwirkungen
Auch nach dem Ende des Bierkrieges wurden fremde Biere im eigenen Landkreis nicht geduldet. 1530 fiel eine Streitmacht Zittaus in Eibau ein und zerschlug ein Fass Laubaner Biers. Die restlichen Fässer wurden beschlagnahmt und nach Zittau überführt.
1662 kam es erneut zu einem Bierkrieg in der Oberlausitz. Dieser blieb allerdings unblutig und wurde zwischen Zittau und Löbau geführt. Ein Jahr später nahmen Zittauer Braubürger dem Bautzner Steuereinnehmer Seidel sieben Fässer Bier ab, die sich dieser zu seiner eigenen Hochzeit nach Zittau mitgebracht hatte.